# 兵法先師伝記
『兵法先師伝記』（ひょうほうせんしでんき） は、新免武蔵（宮本武蔵）の兵法二天一流第7代師範丹羽信英が天明2年（1782年）に著した武蔵の伝記。

## 概要

### 執筆の由来と目的
福岡藩に伝わった丹治峯均筆記『武州伝来記』と同系統であるためか、混同されて解説される例が見られるが、著者も書かれた時代も場所も違う別書である。
その後書には丹羽信英の執筆の目的が次のように書かれている。
兵法五代立花峯均著す処の先師伝記小子、国を出でる日携へず今にして其事を忘る、斯如して日々其事跡を失ふべし、故に其一二事を記して後世に便ならしむ。時に天明二年壬寅秋八月兵法七代丹羽信英、此北越蒲原郡片桐県に書す、不絶斎。
これによって信英は父桐山丹英が五代丹治峯均から伝授された『武州伝来記』を見ていたことがわかる。筑前福岡を出奔する時に持ち出しえず、記憶を元に脚色し、開祖新免武蔵（宮本武蔵）の伝記を後世に伝えることを目的として、新たな伝承や自身の体験をも加えて綴ったものである。

### 特徴・史料評価
以前に見た『武州伝来記』の記憶をもとに記述されているので、記憶違いと忘却部の創作や脚色が目立つことと、肥後国で編纂された『二天記』の記事等からの導入も見られることが特徴である。即ち、史料としての評価は極めて低いということがいえる。
「巌流島の決闘」記事はベースは『武州伝来記』ながら、武蔵19歳のこととされていたものを、慶長17年29歳の時として『二天記』と同調している。この頃すでに上方や江戸でもこの題材で歌舞伎や浄瑠璃が盛んに演じられ、大人気となっていた。櫓を削って二尺五寸にしたことや二刀に変わったのは『武将感状記』などの影響が見られる。しかし、注目すべきは決闘の相手の名前を『二天記』の「佐々木小次郎」に同調せず、丹治峯均『武州伝来記』の伝えた「津田小次郎」として、次のように記していることである。
先師、津田小次郎と試闘の事、世間に名高し巌流を使ふ故、巌流と呼びなして小次郎と云ふを知らず、色々の説を立て、小児も語りあひ、又は草紙に著はしたるもあれど、皆偽説のみにて正しきことなし。右は先師以来の語り伝へ、予が老先生巌翁の伝記に著はせし処、吾徒信じて疑うことなかれ。
ここで注目すべきは、決闘相手の名前について、当時世間の一般認識を伝えている事である。信英は、武蔵の巌流島の決闘については子供でも語り合うほどに有名であるが、武蔵の相手の名前については、ただ「巌流」と呼ぶばかりでその名が「小次郎」である事も知らないと嘆いている。これによって、江戸中期の天明2年（1782年）に至ってもまだ、相変わらず武蔵の相手は氏名不詳であり、130年ほど前の「小倉碑文」から全く変化していないことがわかる。

### 丹羽信英の見た武蔵百年忌墓前祭
この中で、信英自身の体験が記されていて見落とすことのできない貴重な部分がある。
それは最後に書かれている小倉の武蔵碑の前で行われた「武蔵の百年忌法要」の様子である。
百年忌ならば延享元年（1744年）の5月19日である。『武州伝来記』著者の丹治峯均は74歳でまだ生きており、この翌年に亡くなっている。小倉と福岡は今では同じ福岡県だが、明治以前は豊前国と筑前国に分かれていた。丹羽は親友の江角と福岡藩に届けず国法を破って忍んで参拝に行っている。旧暦5月は今の新暦では6月末になり、夏の暑い盛りである。山下に駕籠、乗馬を連ね、豊前小倉藩家老何代目かの宮本伊織父子をはじめ縁者多数参詣の様子、武蔵墓の前に勤経の僧26人とは大名並みの壮大な法要である。江戸中期の宮本家における先祖武蔵への尊崇の大きさ篤さを如実に表している。二人は請われて先師武蔵の墓前で兵法の形を奉納する栄誉に浴した。丹羽の感激が伝わってくる目撃体験記である。